# Enicospilus leionotus
Enicospilus leionotus là một loài tò vò trong họ Ichneumonidae.